# Манасиевский, Йован
Йован Манасиевский (макед. Јован Манасиевски; род. 21 мая 1968, Гостивар) — министр обороны Республики Македонии с 2004 по 2006 год, председатель Либерально-демократической партии с 2007 по 2011 год.

## Биография
В 1994 году Йован окончил Университет Св. Кирилла и Мефодия в Скопье по специальности социология.

## Карьера
- С 1997 по 2002 год был советником мэра Скопье по связи и координации международного сотрудничества.
- В октябре 2002 года — депутат Собрания Республики Македонии.
- С 2002 по 2004 год — министр труда и социальной политики Республики Македонии.
- С 2004 по 2006 год — заместитель премьер-министра, министр обороны Республики Македонии.
- С 11 февраля 2007 по 6 июня 2011 года был председателем Либерально-демократической партии Македонии.